# Sceloporus serrifer
Sceloporus serrifer este o specie de șopârle din genul Sceloporus, familia Phrynosomatidae, descrisă de Cope 1866. A fost clasificată de IUCN ca specie cu risc scăzut.

## Subspecii
Această specie cuprinde următoarele subspecii:
- S. s. plioporus
- S. s. prezygus
- S. s. serrifer